# Ширяево (Кимрский район)
Ширяево — деревня в Кимрском районе Тверской области. Входит в состав Приволжского сельского поселения.

## География
Находится в юго-восточной части Тверской области на расстоянии приблизительно 24 км на северо-восток по прямой от районного центра города Кимры.
Располагается у речки Чечера, притока Печухни.

## История
Известна с 1635 года как деревня с 3 дворами, в 1780-х годах 6 дворов. В 1859 году здесь (деревня Калязинского уезда Тверской губернии) было учтено 23 двора. Ныне имеет дачный характер.

## Население
Численность населения: 137 человек (1859 год), 1 (русские 100 %) в 2002 году, 16 в 2010.